# رفش الكرخة
رفش الکرخة (الاسم العلمي: Rafetus euphraticus) هو نوع من رتبة سلحفاة. وجدت في نهر دجلة والفرات وتشعباتها في العراق، وسوريا، وتركيا. وبسبب تخریب موطنها في هذة المناطق تهددت بالانقراض.
هذا النوع من السلحفاة هو الوحید من فصیلة ذو ثلاث أصابع الموجود في إيران ولأجل وجود خطر انقراضها وضعت في القائمة الحمراء للأنواع المهددة بالانقراض ولکن حمایتها في المناطق مثل خوزستان أو الأهواز مهمة صعبة. انتشار هذا النوع من السلحفاة في إيران یختص فقط بالأهواز في أماکن مثل هور الفلاحية وهور العظيم و أنهر الکرخة وکارون وغیرها مثل الجراحي والدز.

## وصلات خارجية
وهو حيوان ضعيف على اليابسة لكنه يتمتع بالقوة داخل المياه ويقوم بعض وسحب كل من يدخل الماء اويقترب منه